# Llista de Creus de Sant Jordi/2013/Entitats

#### Entitats
Informació actualitzada per un bot. Els canvis manuals es perdran quan s'actualitzi!
| Entitat                                                             | Wikidata  | Descripció                                    | Imatge |
| ------------------------------------------------------------------- | --------- | --------------------------------------------- | ------ |
| Reus Deportiu                                                       | Q194884   | club esportiu de Reus                         |        |
| Club Natació Atlètic-Barceloneta                                    | Q928339   | equip esportiu català                         |        |
| Agrupació Excursionista Catalunya                                   | Q11904327 |                                               |        |
| Associació i Col·legi d'Enginyers Industrials de Catalunya          | Q11907030 |                                               |        |
| Confraria de Sant Marc Evangelista de Mestres Sabaters de Barcelona | Q11915239 |                                               |        |
| Societat Coral l'Esperança                                          | Q11950011 |                                               |        |
| Associació de Veïns i Amics de Calella de Palafrugell               | Q16172053 |                                               |        |
| Centre Moral d'Arenys de Munt                                       | Q16188428 | associació d'aquesta localitat del Maresme    |        |
| Centre Moral i Cultural del Poblenou                                | Q16188432 |                                               |        |
| Col·legi Oficial de Titulats Mercantils i Empresarials de Barcelona | Q16189621 |                                               |        |
| Cor Vivaldi – Petits Cantors de Catalunya                           | Q16189834 | cor dels alumnes de l'Escola IPSI (Barcelona) |        |
| Gremi de Marejants de Tarragona                                     | Q17094296 | Entitat de Tarragona                          |        |
| Escola de Música Joan Llongueres                                    | Q20100512 |                                               |        |
| Fundació Comissió Cavalcada dels Reis d’Igualada                    | Q20100610 |                                               |        |